# Holger Zander
Pour les articles homonymes, voir Zander.
Holger Zander (né le 24 mai 1943) est un kayakiste allemand. Il participe aux Jeux olympiques d'été de 1964 et remporte deux médailles, une d'argent et une de bronze.
Il remporte également deux médailles lors des Championnats du monde (bronze en 1963 et argent en 1966).

## Palmarès

### Jeux olympiques
- Jeux olympiques de 1964 à Tokyo,  Japon
  -  Médaille d'argent en K-4 1000m
  -  Médaille de bronze en K-2 1000m